# Lemvig
Lemvig es una localidad situada en el municipio homónimo, en la región de Jutlandia Central, Dinamarca. Tiene una población estimada, a inicios de 2023, de 6827 habitantes.
Es la sede del municipio.